# Casio FX-850P

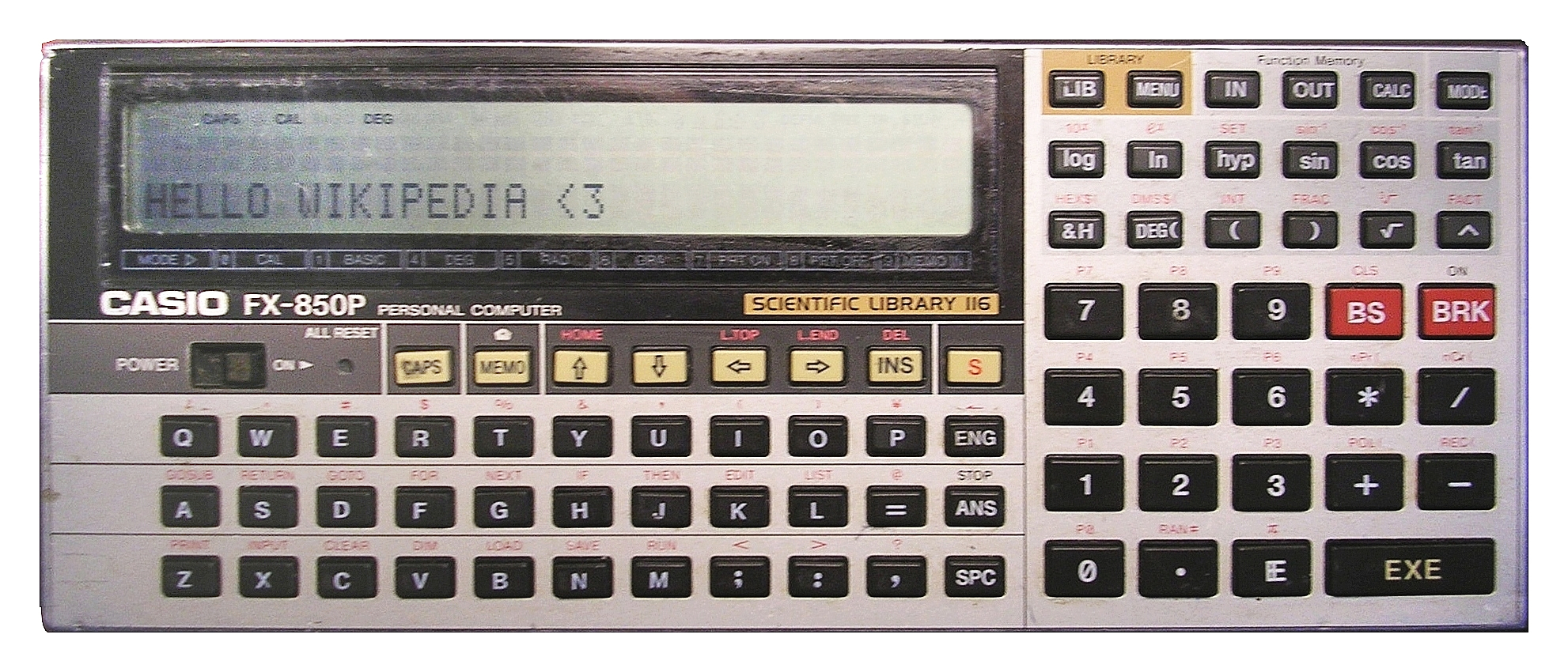
La calculadora Casio FX-850P

La Casio FX-850P es una calculadora científica programable fabricada por la empresa japonesa Casio.
Lanzada en 1987, forma parte de la gama de dispositivos portátiles FX lanzada por la marca en 1981 iniciada con la Casio FX-702P.
La FX-850P presenta un microprocesador de 8 bits (Hitachi HD62002A01), una pantalla LCD de matriz de puntos de 32 líneas y 2 líneas no gráficas, y una memoria RAM de 8K (ampliable al agregar tarjetas de memoria, a 32 KB). También ofrece un puerto de extensión para usar varios dispositivos de la marca: impresoras o trazadores de matriz de puntos, interfaces RS-232C, ...
Esta calculadora utiliza el lenguaje de programación BASIC (con una numeración de línea, tipo: 10 CLS, 20 PRINT "Hello word", 30 GOTO 10) y ofrece 10 bancos de programas independientes: P0 a P9. Además, la función "MEMO" (abreviatura de memoria) facilita guardar y encontrar cualquier tipo de datos ingresados en el teclado: es una especie de directorio.
La principal innovación de la FX-850P es ofrecer, además de las funciones de cálculo estándar comunes a la mayoría de las calculadoras científicas, 116 programas integrados (disponibles seleccionando el número de programa de 4 dígitos y luego presionando la tecla [LIB]) para realizar cálculos complejos en muchas áreas: trigonometría, estadística, física, resolución de ecuaciones, ...
Ejemplos:
- 1000: cálculo de memoria
- 5010: Factores primos
- 5020: Máximo común divisor / mínimo común múltiplo
- 5040: Ecuaciones simultáneas (eliminación de Gauss-Jordan)
- 5050: Ecuación de segundo grado

Esta función de "biblioteca de programas" se propuso en una calculadora más simple, la FX-1000F y luego en las futuras evoluciones de la FX-850P.
Junto a la PB-1000, la FX-850P fue uno de los últimos dispositivos portátiles exportados por Casio, este mercado disminuyó a finales de la década de 1980 a favor de calculadoras gráficas cada vez más potentes. En Japón, sin embargo, Casio continuó evolucionando su gama y propuso varias evoluciones de la FX-850P bajo la referencia VX.